# Egypt International 2024
Die Egypt International 2024 im Badminton fanden vom 9. bis zum 13. Oktober 2024 in Kairo statt.

## Sieger und Platzierte
| Disziplin    | Gold                                    | Silber                             | Bronze                                  |
| ------------ | --------------------------------------- | ---------------------------------- | --------------------------------------- |
| Herreneinzel | Raghu Mariswamy                         | Álvaro Vázquez González            | Bahaedeen Ahmad Alshannik               |
| Herreneinzel | Raghu Mariswamy                         | Álvaro Vázquez González            | Darrell Sen Xian Chew                   |
| Dameneinzel  | Stefani Stoeva                          | Yasmine Hamza                      | Prakriti Bharath                        |
| Dameneinzel  | Stefani Stoeva                          | Yasmine Hamza                      | Barbora Bursová                         |
| Herrendoppel | Kittisak Namdash Tovannakasem Samatcha  | Koceila Mammeri Youcef Sabri Medel | Yann Orteu Minh Quang Pham              |
| Herrendoppel | Kittisak Namdash Tovannakasem Samatcha  | Koceila Mammeri Youcef Sabri Medel | Andy Yew Tung Kok Keane Chok Ken Wei    |
| Damendoppel  | Lucie Amiguet Caroline Racloz           | Lorna Bodha Kobita Dookhee         | Elgendy Hadia Lojaine Wasfy             |
| Damendoppel  | Lucie Amiguet Caroline Racloz           | Lorna Bodha Kobita Dookhee         | Felicia Xin Hui Fong Fong Flora Xin Jie |
| Mixed        | Koceila Mammeri Tanina Violette Mammeri | Bokka Navaneeth Ritika Thaker      | Ashraf Daniel Md Zakaria Lim Xuan       |
| Mixed        | Koceila Mammeri Tanina Violette Mammeri | Bokka Navaneeth Ritika Thaker      | Evgeni Panev Gabriela Stoeva            |